# 19-та танкова дивізія (Третій Рейх)
19-та танкова дивізія (Третій Рейх) (нім. 19. Panzer-Division) — танкова дивізія Вермахту в роки Другої світової війни.

## Історія
19-та танкова дивізія була сформована 1 листопада 1940 на базі 19-ї піхотної дивізії Вермахту в Ганновері у XI-му військовому окрузі (нім. Wehrkreis XI).

## Райони бойових дій та дислокації дивізії
- Німеччина (листопад 1940 — червень 1941);
- СРСР (центральний напрямок) (червень 1941 — грудень 1942);
- СРСР (південний напрямок) (грудень 1942 — червень 1944);
- Нідерланди (червень — липень 1944);
- Польща (серпень 1944 — лютий 1945);
- Чехословаччина (лютий — травень 1945).

## Командування

### Командири
- генерал-лейтенант Отто фон Кнобельсдорф (нім. Otto von Knobelsdorff) (1 листопада 1940 — 6 січня 1942);
- оберст, з 1 квітня 1942 генерал-майор, з 1 січня 1943 генерал-лейтенант Густав Шмідт (нім. Gustav Schmidt) (15 — 24 серпня 1941, ТВО);
- оберст Оскар Зергель (нім. Oskar Sörgel) (8 — 17 серпня 1943, ТВО);
- оберст, з 1 листопада 1943 генерал-майор Ганс Кельнер (нім. Hans Källner) (18 серпня 1943 — 24 березня 1944);
- оберст Вальтер Денкерт (нім. Walter Denkert) (24 березня — 30 квітня 1944, ТВО);
- генерал-лейтенант Ганс Кельнер (1 травня 1944 — 20 березня 1945);
- генерал-майор Ганс-Йоахім Деккерт (нім. Hans-Joachim Deckert) (20 березня — 8 травня 1945).

## Нагороджені дивізії
Нагороджені дивізії
|  | Кавалери Нагрудного знаку ближнього бою в золоті                                                           | 9 |
|  | Кавалери Золотого Німецького Хреста                                                                        | 118 |
|  | Кавалери Срібного Німецького Хреста                                                                        | 4 |
|  | Кавалери Лицарського хреста Залізного хреста з Дубовим листям та Мечами                                    | 1 (№ 106 генерал-лейтенант Ганс Кельнер — 23.10.1944) |
|  | Кавалери Лицарського хреста Залізного хреста з Дубовим листям                                              | 4 (№ 203 генерал-лейтенант Густав Шмідт — 06.03.1943 № 392 генерал-майор Ганс Кельнер — 12.02.1944 № 625 оберлейтенант Отмар Крейзінгер — 18.10.1944 № 874 гауптман Ганс Майер — 09.05.1945) |
|  | Кавалери Лицарського хреста Залізного хреста                                                               | 45 у тому числі 1 непідтверджене |
|  | Кавалери Почесної Відзнаки Сухопутних військ «Почесна застібка на орденську стрічку для Сухопутних військ» | 29 |

- Нагороджені Сертифікатом Пошани Головнокомандувача Сухопутних військ (15)

## Бойовий склад 19-ї танкової дивізії
- штаб дивізії:
  - моторизований картографічний відділ;
  - 19-та рота фельджандармерії (Feldgendarmerie-Kompanie 19);
- 19-та мотопіхотна бригада:
  - 73-й мотопіхотний полк;
  - 74-й мотопіхотний полк;
- 19-й мотоциклетний батальйон.
- 27-й танковий полк;
- 19-й моторизований артилерійський полк;
- 19-й моторизований розвідувальний батальйон;
- 19-й батальйон самохідної артилерії;
- 19-й інженерно-саперний батальйон;
- 19-й танковий батальйон зв'язку;
- 19-й загін постачання;
- 19-й навчальний батальйон.

- штаб дивізії:
  - моторизований картографічний відділ;
  - 19-та рота фельджандармерії;
- 19-та мотопіхотна бригада:
  - 73-й мотопіхотний полк;
  - 74-й мотопіхотний полк;
- 19-й мотоциклетний батальйон.
- 27-й танковий полк;
- 19-й моторизований артилерійський полк;
- 19-й моторизований розвідувальний батальйон;
- 19-й винищувально-протитанковий дивізіон;
- 19-й інженерно-саперний батальйон;
- 19-й танковий батальйон зв'язку;
- 19-й загін постачання;
- 19-й навчальний батальйон.

- штаб дивізії:
  - моторизований картографічний відділ;
  - 19-та рота фельджандармерії;
- 73-й панцергренадерський полк;
- 74-й панцергренадерський полк;
- 27-й танковий полк;
- 19-й моторизований артилерійський полк;
- 19-й танковий розвідувальний батальйон;
- 19-й винищувально-протитанковий дивізіон;
- 19-й інженерно-саперний батальйон;
- 272-й зенітний дивізіон;
- 19-й танковий батальйон зв'язку;
- 19-й загін постачання;
- 19-й навчальний батальйон.

- штаб дивізії:
  - моторизований картографічний відділ;
  - 19-та рота фельджандармерії;
- 73-й панцергренадерський полк;
- 74-й панцергренадерський полк;
- 27-й танковий полк;
- 19-й артилерійський полк;
- 19-й розвідувальний батальйон;
- 19-й винищувально-протитанковий дивізіон;
- 19-й інженерно-саперний батальйон;
- 272-й зенітний дивізіон;
- 19-й танковий батальйон зв'язку;
- 19-й загін постачання;
- 19-й навчальний батальйон.